# Leo Traversa
Leonard D. Traversa (* 1959 in New York City) ist ein US-amerikanischer Jazz-Bassist.
Traversa studierte am Berklee College of Music in Boston. Er unterrichtet beim Drummers Collective in New York City, außerdem auch beim Bass Collective, das er mit John Patitucci und Victor Bailey 1987 gründete. 
Er arbeitet häufig mit Vertretern der World Music aus Brasilien, der Karibik und Afrika und tritt regelmäßig mit Orchestern wie dem Orchestra of the Americas, Samba Samba 2000 und ¡KÚBA! auf und spielte Aufnahmen mit Tânia Maria, Eliane Elias, Ben E. King, Astrud Gilberto, Michael Brecker, Don Byron, César Camargo Mariano, Dave Valentin, Toninho Horta, Gerry Mulligan, den New York Voices, Oscar Hernandez, Phil Woods, dem Caribbean Jazz Project, Steve Kimock, Leslie Uggams, Gato Barbieri, Ivan Lins,  Chris Washburns Band Syotos und anderen ein.
Er trat in zahlreichen Fernsehsendungen wie der Today Show, New York Prime, Jazz Brasil und der Good Day Show auf und wirkte in zwei Filmen sowie den Broadway-Produktionen Oh, Calcutta! und Behive mit.